# 토니 비드마
앤터니 "토니" 비드마(Antony "Tony" Vidmar, 1970년 7월 4일~)는 호주의 전 축구 선수이자 현 축구 지도자로 현재 호주 U-23 대표팀 감독 겸 호주 A대표팀 수석 코치를 맡고 있으며 A리그 멜버른 시티의 감독인 오렐리오 비드마의 친동생이다.

## 수상

### 클럽 (선수)
애들레이드 시티
- 내셔널 사커 리그 : 우승 (1991-92, 1993-94), 준우승 (1994-95)
- NSL컵 : 우승 (1989, 1991-92)

 레인저스 FC
- 스코티시 프리미어십 : 우승 (1997, 1999, 2000), 준우승 (1998, 2001, 2002)
- 스코티시 컵 : 우승 (1999, 2000, 2002), 준우승 (1998)
- 스코티시 리그컵 : 우승 (1998-99, 2001-02)

 카디프 시티
- FAW 프리미어십 : 4강 (2003-04)

센트럴 코스트 매리너스
- A리그 : 준우승 (2007-08)

### 국가대표팀 (선수)
호주
- OFC 네이션스컵 : 우승 (2004)
- FIFA 컨페더레이션스컵 : 준우승 (1997)